# Wulf Heinrich von Thienen
Wulf Heinrich von Thienen (5. august 1721 i Preetz – 11. juli 1809 i Kiel) var en holstensk godsejer og dansk gehejmekonferensråd.
Han var søn af Heinrich von Thienen til Wahlstorf og Güldenstein og Ida Lucie f. von Brockdorff og blev 1742 kammerjunker, 1745 ritmester ved Livgarden til Hest og udnævntes 1750 (afskediget fra militærtjenesten) til kammerherre. 1750-53 var han overordentlig gesandt i Berlin, fik 1763 det hvide bånd og blev 1765 landråd i Holsten. 1767 udnævntes han til gehejmeråd og 1773 til gehejmekonferensråd. Thienen var en af de rigeste godsejere i Holsten på sin tid. Efter faderen arvede han Güldenstein, som han afhændede 1779, o. 1765 erhvervede han Sierhagen, købte Wensin og Travenort ved Segeberg, købte 1782 Godderstorf ved Heiligenhafen og kaldes 1791 ejer af Löhrstorf med Claustorf og Grossenbrode i samme egn. Han døde, højt anset og åndsfrisk trods sine sine 87 år, 11. juli 1809 i Kiel, efterladende sig en formue på ca. 2 mio. thaler.
Thienen ægtede 1. gang 12. maj 1752 Margrethe Krabbe baronesse Holck (døbt 18. november 1722, begravet 7. september 1761 i Preetz), datter af Eiler baron Holck til Holckenhavn og Juliane Kirstine f. baronesse Winterfeldt; 2. (1763) sin søsterdatter Ida Lucie f. Scheel-Plessen (f. 18. december 1740, Dame de l'union parfaite, d. 22. marts 1792), datter af Mogens Scheel-Plessen til Fussingø og Elisabeth Christine f. von Thienen til Wahlstorf og enke efter Christian Ditlev greve Reventlow til baroniet Brahetrolleborg (1735-1759).